# Р-Хан 122

Р-Хан 122 je вишецевни бацач ракета, тј. систем развијен од стране корпорације ПТ Диргантара Индонезија (ПТ ДИ) из Индонезије са максималном брзином од 1.8 маха, и дометом од 35 км. Употебљава се првенствено од стране Индонезијске војске.

## Историја
Систем Р-Хан 122 је јавно откривен посетиоцима на Индодифенс конвенцији од 5 до 8. новембра, 2014. године, након чега је настављено са тесетирањем ракета у марту 2014.Р-Хан 122Б је био тестиран 27. до 29. јануара, 2016. године код Темпурсари Бич Лумајанга, у Источној Јави са посматрачима из индонежанског министарства одбране као и у присуству разних индонежанских компанија из области војне индустрије.

## Развој
Систем Р-Хан 122 је направљен од стране ПТ ДИ, Министарства за истраживање и технологију, Министарства одбране, ПТ Дахана и Пиндад као и уз узајамну сарању Индонежанске војске.